# 에드먼드 안드로스
에드먼드 안드로스 경(영어: Sir Edmund Andros, 1637년 12월 6일 ~ 1704년 2월 24일)은 영국령 아메리카 행정관이었다. 안드로스는 3년 동안 뉴잉글랜드 자치령의 총독이었다. 그 외의 시기에, 안드로스는 뉴욕, 동 저지, 버지니아, 메릴랜드의 총독을 역임했다.
북미에서 복무하기 전에는 건지의 집행관으로 일했다. 뉴잉글랜드에서의 재임 기간은 권위주의적이고 격동적이었는데, 안드로스의 견해는 많은 청교도들의 고향인 한 지역에서 부정적인 성향인 친성공회적인 것이 확실했기 때문이다. 뉴잉글랜드에서의 그의 행동은 1689년 보스턴 반란 동안 그의 타도라는 결과를 낳았다. 그는 3년 후에 버지니아 주지사가 되었다.
안드로스는 뉴욕과 버지니아에서 더 알맞은 총독으로 여겨졌다. 그러나 그는 두 식민지의 저명한 인사들의 적이 되었는데, 그들 중 많은 이들이 그를 공직에서 제거하려고 노력했다. 이러한 적대감에도 불구하고, 그는 이로쿼이 연맹과 함께 여러 개의 언약 체인 조약들을 협상하여 그 연합과 교류하는 식민지들과 다른 부족들을 포함하는 오래 지속되는 평화를 구축했다. 그의 행동과 통치는 대체로 그가 임명된 후에 그의 지시를 따랐고, 그를 임명한 군주들과 정부들로부터 승인을 받았다.
안드로스는 1698년 버지니아에서 잉글랜드로 소환되어 건지의 집행관직을 다시 맡았다. 비록 그는 이제 건지에 전적으로 거주하지는 않았지만, 섬의 부지사로 임명되어 4년 동안 그 자리에서 일했다. 안드로스는 1714년에 사망했다.

## 젊은 시절

에드먼드 안드로스의 국장

안드로스는 1637년 12월 6일 런던에서 태어났다. 그의 아버지인 아미스 안드로스는 건지의 보석상이었고 찰스 1세의 강력한 지지자였다. 그의 어머니는 국왕의 여동생인 보헤미아의 엘리자베스 여왕의 궁정이었던 엘리자베스 스튜어트였다. 잉글랜드 내전에서 마지막으로 항복한 왕당파 거점인 건지 캐슬 코넷의 1651년 항복 때 안드로스가 함께 있었다는 주장이 있지만, 이를 뒷받침할 만한 확실한 증거는 없다. 1645년에는 어머니와 함께 건지를 탈출했을 가능성이 있다. 1656년, 안드로스는 본인의 삼촌인 기병대장 로버트 스톤 경의 견습생이었다. 그 후 1659년 코펜하겐 구호를 포함하여 덴마크에서 제2차 북방 전쟁에서 복무했다. 이러한 경험의 결과로 프랑스어, 스웨덴어, 네덜란드어에 유창해졌다.
안드로스는 스튜어트 가문이 망명 중인 동안에도 확고한 지지자로 남아 있었다. 찰스 2세는 왕정복고한 후 안드로스 가문의 지원을 특별히 칭찬했다.

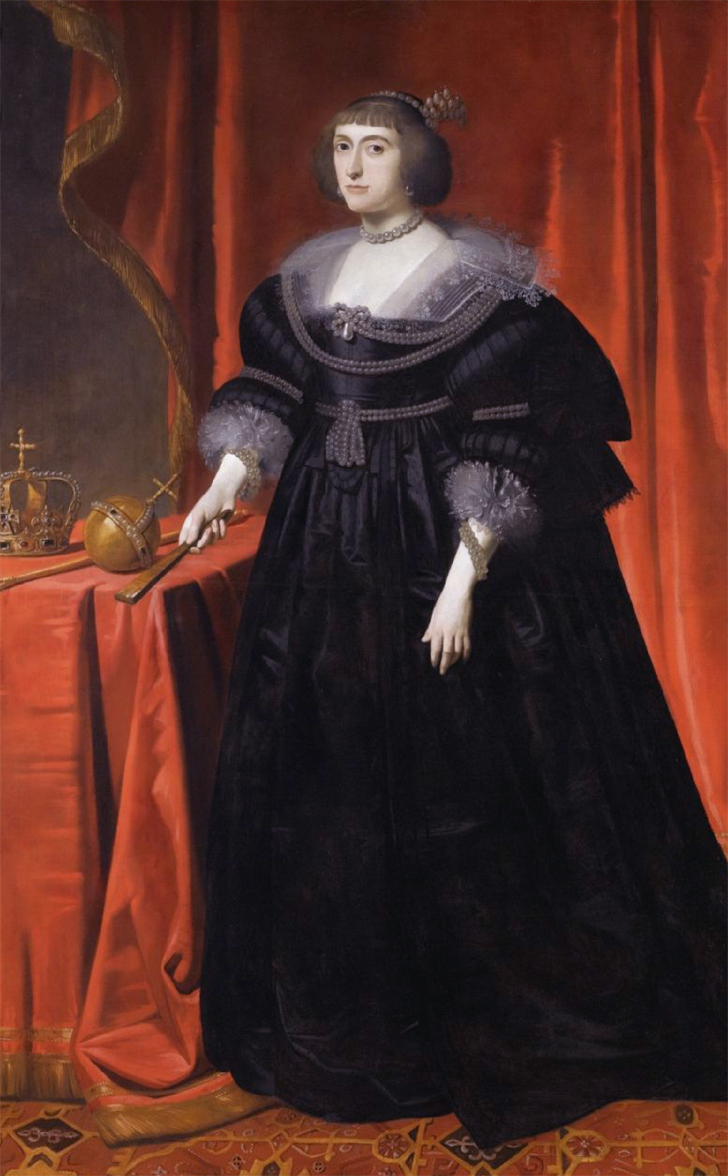
찰스 1세의 여동생이자 찰스 2세의 이모인 엘리자베스 스튜어트

안드로스는 1660년부터 1662년 사망할 때까지 보헤미아의 엘리자베스의 궁정을 지냈다. 1660년대에는 네덜란드에 대항하여 영국 군대에서 복무했다. 다음으로 1666년에 바베이도스로 보내진 토비아스 브릿지 경의 연대에서 소령으로 임명되었다. 안드로스는 편지를 들고 2년 후에 영국으로 돌아왔다. 1671년, 요크셔의 웨스트 라이딩(현재 노스요크셔주)에 있는 번즈의 토머스 크레이븐의 딸인 메리 크레이븐과 결혼했고, 여왕의 가장 가까운 고문 중 한 명인 크레이븐 백작의 사촌의 아들이자 수년 동안 그의 후원자로 봉사한 친구였다. 1672년에는 소령으로 임명되었다.

## 뉴욕의 총독
1674년 아버지가 사망한 후, 에드먼드 안드로스는 소스마레즈 장원을 인수하였고, 1659년부터 안네빌 영지와 다른 영지들을 포함한 그의 가족의 이미 상당한 토지를 추가하였다. 그 후 그는 아버지의 뒤를 이어 건지의 집행관으로 임명되었다. 이 임명은 앤빌 영지의 총독이었던 삼촌 찰스 안드로스로 집행관을 평생 임명할 수 있는 권한과 함께 이루어졌다. 이는 에드먼드 안드로스가 미국으로 여행하는 것을 가능하게 했다. 그는 제임스 2세에 의해 초대 뉴욕주 총독으로 임명되었다. 이 주는 웨스트민스터 조약에 의해 영국에 양도된 뉴네덜란드의 옛 영토를 포함했으며, 오늘날의 뉴저지주 전체, 뉴암스테르담(후에 뉴욕시로 개칭)에서 올버니까지의 허드슨강에 있는 네덜란드 소유지, 롱아일랜드, 마서스비니어드, 낸터킷을 포함하였다.
1664년 찰스 2세는 제임스에게 오늘날의 케네벡 강과 세인트크룩스 강 사이의 메인주에 있는 모든 영토를 허락했지만, 네덜란드가 영토를 재탈환하면서 찰스는 제임스에게 새로운 특허를 발급했다. 안드로스는 10월 말 뉴욕항에 도착해 현지 대표들과 1674년 11월 10일 네덜란드 총독 앤서니 콜베와 네덜란드 영토 양도 협상을 벌였다. 안드로스는 이 땅의 네덜란드 주민들이 개신교 신앙을 유지할 수 있도록 기존의 재산 보유 여부를 확인하기로 했다.

## 참고 문헌
- Adams, James Truslow (1922). 《The Founding of New England》. Atlantic Monthly Press; full text online. ISBN 9780844615103.
- Barnes, Viola Florence (1960) [1923]. 《The Dominion of New England: A Study in British Colonial Policy》. New York: Frederick Ungar. ISBN 978-0-8044-1065-6. OCLC 395292.
- Brodhead, James (1871). 《History of the State of New York》. New York: Harper & Brothers. OCLC 1383698.
- Dunn, Randy (2007). “Patronage and Governance in Francis Nicholson's Empire”. 《English Atlantics Revisited》 (Montreal: McGill-Queens Press). ISBN 978-0-7735-3219-9. OCLC 429487739.
- Ferguson, Henry (1894). 《Essays in American History: Sir Edmund Andros》. New York: J. Pott. 111쪽. OCLC 3916490.
- Fiske, John (1899). 《The Dutch and Quaker Colonies in America》. Boston: Houghton, Mifflin. OCLC 423775.
- Fleming, Thomas (1984). 《New Jersey: A History》. New York: W. W. Norton. ISBN 978-0-393-30180-9. OCLC 10557902.
- Hall, Michael Garibaldi (1960). 《Edward Randolph and the American Colonies》. Chapel Hill, NC: University of North Carolina Press.
- Jennings, Francis (1990). 《The Ambiguous Iroquois Empire: The Covenant Chain Confederation of Indian Tribes with English Colonies from its Beginnings to the Lancaster Treaty of 1744》. New York: W. W. Norton. ISBN 978-0-393-01719-9. OCLC 9066383.
- Kimball, Everett (1911). 《The Public Life of Joseph Dudley》. New York: Longmans, Green. OCLC 1876620.
- Lovejoy, David (1987). 《The Glorious Revolution in America》. Middletown, CT: Wesleyan University Press. ISBN 978-0-8195-6177-0. OCLC 14212813.
- Lustig, Mary Lou (2002). 《The Imperial Executive in America: Sir Edmund Andros, 1637–1714》. Fairleigh Dickinson University Press. ISBN 978-0-8386-3936-8. OCLC 470360764.
- McKinley, Albert E. (July 1901). “The Transition From Dutch to English Rule in New York: A Study in Political Imitation”. 《The American Historical Review》 (Oxford University Press on behalf of the American Historical Association) 6 (4): 593–724. doi:10.2307/1834176. JSTOR 1834176.
- Miller, Guy Howard (May 1968). “Rebellion in Zion: The Overthrow of the Dominion of New England”. 《Historian》 30 (3): 439–459. doi:10.1111/j.1540-6563.1968.tb00328.x. JSTOR 24441216.
- Moore, Jacob Bailey (1851). 《Lives of the Governors of New Plymouth and Massachusetts Bay》. Boston: C. D. Strong. 403쪽. OCLC 11362972.
- Palfrey, John Gorham (1858). 《History of New England》 3. New York: Little, Brown and Company. 2023년 7월 2일에 확인함.
- Scharf, John Thomas (1879). 《History of Maryland》. Baltimore, MD: J. B. Piet. 258쪽. OCLC 4663774.
- Sosin, Jack (1982). 《English America and the Revolution of 1688: Royal Administration and the Structure of Provincial Government》. Lincoln, Neb.: University of Nebraska Press. ISBN 978-0-8032-4131-2. OCLC 239750259.

- Stark, James Henry (1891). 《Stark's History and Guide to the Bahama Islands》. Boston, MA: self-published. OCLC 1550866.
- Steele, Ian K (1989). “Origins of Boston's Revolutionary Declaration of 18 April 1689”. 《New England Quarterly》 62 (1): 75–81. doi:10.2307/366211. JSTOR 366211.
- Webb, Stephen Saunders (1998). 《Lord Churchill's Coup: The Anglo-American Empire and the Glorious Revolution Reconsidered》. Syracuse, NY: Syracuse University Press. ISBN 978-0-8156-0558-4. OCLC 39756272.

### 1차 사료
- Hall, Michael G. et al. eds. The Glorious Revolution in America: Documents on the Colonial Crisis of 1689 (1964) excerpt
- Whitmore, William Henry, 편집. (1868). 《The Andros Tracts: Being a Collection of Pamphlets and Official Papers Issued During the Period Between the Overthrow of the Andros Government and the Establishment of the Second Charter of Massachusetts (1868–1874)》. Boston: The Prince Society. OCLC 1842576.